# Електрични бицикл
Електрични бицикл или е-бицикл је бицикл са батеријом и моторним погоном на струју. Е-бицикл се обично користи при стрмим узбрдицама и поможе особи да се попне. Када се окрећу педале, пуни се литијум-јонска батерија и у мотору се претвара у DC струју. На IEFC такмичењу 2019, тим из Србије са Електротехничког факултета је однео победу са овом машином и унапредио је. Предности овог бицкла нису само у лакшој покретљивости и лакшем паркирању, већ и у смањењу трансмисије опасних гасова попут угљен-диоксида и угљен-моноксида који нису само отровни за биљни и животињски свет, него и за људе.